# Megachile ornithica
Megachile ornithica är en biart som beskrevs av Cockerell 1937. Megachile ornithica ingår i släktet tapetserarbin, och familjen buksamlarbin. Inga underarter finns listade i Catalogue of Life.